# Arsenal FC - Chelsea FC en football
La rivalité entre l'Arsenal FC et le Chelsea FC, se réfère à l'antagonisme entre deux des principaux clubs de football de Londres. 
Sportivement, ces rencontres ont souvent été déterminantes dans la course au titre ou aux places européennes. Cette lutte s'est notamment renforcée dans le cadre de la Premier League (nouvelle version du championnat anglais inaugurée en 1992).
En 207 rencontres, Arsenal s'est adjugé la victoire à 82 reprises tandis que Chelsea a remporté 66 matchs.

## Les origines de la rivalité
Chelsea et Arsenal sont rivaux de par 2 aspects : le positionnement géographique des 2 clubs, originaires de la même ville, à savoir Londres, et le fait que ce soit les 2 équipes les plus titrées de la capitale anglaise.
Si un antagonisme existait bel et bien entre ces 2 clubs, c'est surtout à partir des années suivant le rachat des Blues par Roman Abramovitch en 2003 que cela sera exacerbé. 
Au début des années 2000, ce sont Arsenal et Manchester United qui se disputent la première place du championnat. 
Lors de la saison 2003-2004, les Gunners remportent le titre de champion, un titre célèbre qui va valoir au club d'être surnommé "Les Invincibles", faisant référence à l'exploit que le club n'ait pas perdu une seule fois. Cette saison-là, qui est la première sous l'ère Abramovitch, Chelsea aussi se fait remarquer. Finissant 2e avec 11 points derrière son concurrent direct, le club atteint également sa première 1/2 finale de Ligue des champions après avoir battu Arsenal en 1/4 de finale.
Mais l'été 2004 marque un tournant. Les propriétaires du club décident de franchir un pas supplémentaire en faisant venir l'entraîneur portugais José Mourinho, vainqueur récent de la Ligue des Champions avec le FC Porto, et de nouvelles recrues prometteuses comme Petr Čech, Didier Drogba et Ricardo Carvalho. Le statut de Chelsea ne sera plus jamais le même. Ils finissent champion d'Angleterre à l'issue de cette saison, et la rivalité avec Arsenal prend un nouveau tournant.
Les supporters d'Arsenal dénoncent cette montée en puissance soudaine des Blues, qu'ils considèrent comme uniquement due à l'argent de son riche propriétaire russe. Et tout match entre ces 2 clubs amènent une ambiance électrique. Car si Chelsea et Arsenal étaient vus comme rivaux, cela était bien plus dû à l’aspect géographique que sportif. Or, à partir de ce moment, ce n'était plus le cas.
Les années passant, ce match est considéré comme un véritable choc, et l'un des plus importants et intéressants à regarder pour tout fan de football anglais. 
Toutefois, si cette rivalité et cette opposition entre ces 2 clubs ne fait aucun doute, elle a aux yeux des fans d'Arsenal tout de même plus de limites que celle avec Tottenham. Moins récente, plus historique, les Spurs restent les premiers ennemis des Gunners. Si les supporters de Chelsea considèrent Arsenal comme leur plus grand rival, les Gunners voient Chelsea seulement comme leur deuxième ou troisième plus grand rival. 
Preuve en est, beaucoup de joueurs ces dernières années ont porté les couleurs des 2 clubs. Parmi les plus connus, on retrouve notamment David Luiz, Aubameyang, Olivier Giroud, Jorginho, Kai Havertz.
Arsenal est le club de Londres le plus titré d'Angleterre, avec 13 titres. Derrière, Chelsea est 2e, avec 6 titres. Néanmoins, Arsenal n'a jamais gagné la Ligue des Champions, contrairement à Chelsea, qui l'a remportée en 2012 face au Bayern Munich, et en 2021 face à Manchester City. 
Les 2 clubs se sont déjà rencontrés en finale de Coupe d'Europe. C‘était lors de la saison 2018-2019 en finale de la Ligue Europa (4-1 pour Chelsea).

## Les matches les plus mémorables
Quelques matchs sont restés gravés dans la mémoire des supporters de Chelsea et d'Arsenal…
- Arsenal 2-0 Chelsea (4 mai 2002) - Arsenal et Chelsea se rencontrent lors de la finale de la Coupe d'Angleterre au Millennium Stadium de Cardiff, au Pays de Galles. Aucun but n'est inscrit en première mi-temps. Les Gunners inscrivent deux buts en deuxième mi-temps par le biais de Ray Parlour (70e) d'une superbe frappe lointaine et de Fredrik Ljungberg (80e).
- Arsenal-Chelsea 1-2 (6 avril 2004) En quart de finale retour de Ligue des Champions 2004, Chelsea bat Arsenal après avoir cependant été mené sur un but de José Antonio Reyes (45e), ils reviendront grâce à des buts de Frank Lampard (51e) et Wayne Bridge (87e).

- Chelsea 3-5 Arsenal (29 octobre 2011) - Arsenal en difficulté après un début de saison en demi teinte, réussit à s'imposer à Stamford Bridge dans un match plein de rebondissements. Menés 1-0 à la 14e minute à la suite d'une réussite de Frank Lampard, les Gunners réagissent par l'inévitable Robin van Persie à la 36e minute. John Terry redonne l'avantage aux Blues juste avant la mi-temps : 2-1 pour Chelsea. La deuxième mi-temps est celle des Gunners. André Santos et Theo Walcott viennent corser l'addition et renversent le score à 2-3. Juan Mata égalise à la 80e minute mais c'est sans compter avec un Robin van Persie des grands jours qui rajoute encore deux buts (85e et 90e minutes). Il réalise un superbe hat-trick dans ce match.

- Chelsea 6-0 Arsenal (22 mars 2014)

- Arsenal 1-0 Chelsea (2 août 2015) - Arsenal remporte le Community Shield 2015 grâce à un but d'Alex Oxlade-Chamberlain à la 24e minute. Ce match est aussi marqué par la première victoire d'Arsène Wenger contre José Mourinho en quatorze confrontations.

- Arsenal 3-0 Chelsea (24 septembre 2016) - Arsenal remporte le match haut la main sur le score de 3-0 avec des réalisations d'Alexis Sánchez (11e), de Theo Walcott (14e) et de Mesut Özil (40e). Les trois buts sont marqués en première mi-temps.

- Chelsea 3-2 Arsenal (18 août 2018) - Les deux clubs se rencontrent lors de la deuxième journée du Championnat d'Angleterre avec deux nouveaux entraîneurs aux commandes: l'Italien Maurizio Sarri côté Chelsea et l'Espagnol Unai Emery côté Arsenal. Les Blues se détachent rapidement dans le match pour mener 2-0 après les réalisations de Pedro (9e) et d'Álvaro Morata (20e). Toutefois, Arsenal se reprend vite et inscrit 2 buts en 4 minutes par Henrikh Mkhitaryan (37e) et par Alex Iwobi (41e) pour revenir à 2-2 avant la mi-temps. Les Gunners encaissent un troisième but en deuxième mi-temps par le biais de Marcos Alonso à la 81e[1].

- Chelsea 4-1 Arsenal (29 mai 2019) - Les deux clubs disputent la finale de la Ligue Europa 2018-2019 au Stade olympique de Bakou, en Azerbaïdjan. Aucun but n'étant inscrit en première mi-temps, les Blues accélèrent en deuxième mi-temps et font la différence avec les réalisations de l'ancien Gunner Olivier Giroud (49e), de Pedro (60e) et d'un doublé d'Eden Hazard (65e sur pénalty, 72e). Le but d'Arsenal est signé Alex Iwobi (69e). Score final 4-1 pour Chelsea.

- Arsenal 1-2 Chelsea (29 décembre 2019) - Lors des Boxing Days, Arsenal Football Club reçoit Chelsea Football Club. Les Gunners ouvrent le score à la 13e grâce à Pierre-Emerick Aubameyang, et dominent la première période. Les Blues commencent à prendre les commandes du match vers la 65e et égalisent à la 83e, grâce à un but de Jorginho. 4 minutes plus tard, Tammy Abraham donne la victoire à Chelsea, d'un contre réalisé avec Willian. Chelsea remporte donc le match après avoir été mené et renverse le match en quelques minutes seulement.

- Arsenal 2-1 Chelsea (1er août 2020) - Les deux clubs se rencontrent lors de la finale de la Coupe d'Angleterre à Wembley. Chelsea ouvre le score à la 5e par le biais de Christian Pulisic. Pierre-Emerick Aubameyang signe cependant un doublé (28e sur pénalty, 67e) pour les Gunners et offre la victoire aux siens.

- Arsenal 5-0 Chelsea (23 avril 2024)

## Statistiques et records
| Club                          | J           | G           | E           | D           | F           | A           | +/-         |
| Championnat                   | Championnat | Championnat | Championnat | Championnat | Championnat | Championnat | Championnat |
| ----------------------------- | ----------- | ----------- | ----------- | ----------- | ----------- | ----------- | ----------- |
| Arsenal                       | 147         | 61          | 44          | 44          | 210         | 185         | +25         |
| Chelsea                       | 147         | 44          | 44          | 61          | 185         | 210         | -25         |
| Coupe d'Angleterre (FA Cup)   |             |             |             |             |             |             |             |
| Arsenal                       | 19          | 5           | 6           | 8           | 22          | 30          | -8          |
| Chelsea                       | 19          | 8           | 6           | 5           | 30          | 22          | +8          |
| Coupe de la Ligue             |             |             |             |             |             |             |             |
| Chelsea                       | 5           | 3           | 0           | 2           | 12          | 6           | +6          |
| Arsenal                       | 5           | 2           | 0           | 3           | 6           | 12          | -6          |
| Ligue des champions de l'UEFA |             |             |             |             |             |             |             |
| Chelsea                       |             | 1           | 1           | 0           | 3           | 2           | +1          |
| Arsenal                       | 1           | 0           | 0           | 0           | 0           | 3           | -1          |
| Community Shield              |             |             |             |             |             |             |             |
| Chelsea                       | 1           | 1           | 0           | 0           | 2           | 1           | +1          |
| Arsenal                       | 1           | 0           | 0           | 1           | 1           | 2           | -1          |
| Totaux                        |             |             |             |             |             |             |             |
| Chelsea                       | 174         | 54          | 71          | 54          | 249         | 224         | -25         |
| Arsenal                       | 174         | 71          | 54          | 51          | 224         | 249         | +25         |

### Meilleurs buteurs du Derby Arsenal FC - Chelsea FC
| Joueur           | Club(s)    | Buts | Années              |
| ---------------- | ---------- | ---- | ------------------- |
| Didier Drogba    | Chelsea FC | 13   | 2004-2012/2014-2015 |
| Thierry Henry    | Arsenal FC | 10   | 1999-2007/2012      |
| Eden Hazard      | Chelsea FC | 7    | 2012-2019           |
| Theo Walcott     | Arsenal FC | 6    | 2006-2018           |
| Frank Lampard    | Chelsea FC | 5    | 2001-2014           |
| John Terry       | Chelsea FC | 5    | 1998-2017           |
| Robin van Persie | Arsenal FC | 5    | 2004-2012           |

## Palmarès
| Compétitions internationales        | Arsenal FC | Chelsea FC |
| ----------------------------------- | ---------- | ---------- |
| Coupe du monde des clubs de la FIFA | -          | 1          |
| Ligue des champions de l'UEFA       | -          | 2          |
| Coupe des vainqueurs de coupes      | 1          | 2          |
| Ligue Europa                        | 1          | 2          |
| Ligue Conférence                    | -          | 1          |
| Supercoupe de l'UEFA                | -          | 2          |
| Premier League                      | 13         | 6          |
| Coupe d'Angleterre                  | 14         | 8          |
| Coupe de la Ligue                   | 2          | 5          |
| FA Community Shield                 | 17         | 4          |
| Full Members Cup                    | -          | 2          |
| Total                               | 48         | 35         |

## D'un club à l'autre

### Joueurs
| - Sandy MacFarlane - Jimmy Sharp - Leslie Knighton - Bob Turnbull - Ted Drake - Tommy Lawton - Bill Dickson - Tommy Docherty - Allan Young - John Hollins | - Tommy Baldwin - George Graham - Stewart Houston - Alan Hudson - Graham Rix - Colin Pates - Clive Allen - Peter Nicholas - David Rocastle - Emmanuel Petit | - Nicolas Anelka - Ashley Cole - William Gallas - Lassana Diarra - Yossi Benayoun - Cesc Fàbregas - Petr Čech - Olivier Giroud - David Luiz - Willian - Pierre-Emerick Aubameyang |

### Entraîneurs
- Graham Rix
- Ted Drake
- George Graham
- Tommy Docherty
- John Hollins

## En football féminin
La rivalité entre Blues et Gunners est également forte entre les deux sections féminines, qui sont les plus titrées du football féminin anglais.

## Sources
- (en) Cet article est partiellement ou en totalité issu de l’article de Wikipédia en anglais intitulé « Arsenal F.C.–Chelsea F.C. rivalry » (voir la liste des auteurs).